# 319. transportna brigada (ZDA)
319. transportna brigada (izvirno angleško 319th Transportation Brigade) je bila transportna brigada Kopenske vojske Združenih držav Amerike.